# Примас Королівства Польського
Примас Королівства Польського — почесний титул, яким протягом 1818–1829 та 1925–1938 років наділялися Варшавські архієпископи.

## Історія титулу
Після другого поділу Речі Посполитої 1793 року примас Польщі, як і всі мешканці Великопольщі, став громадянином Королівства Пруссії. Невдовзі прусська влада декретом 1796 року заборонила першому післярозділовому архієпископу Ґнєзненському Іґнацію Красіцькому використовувати титул примаса. Через два роки його прерогативи щодо дієцезій на теренах, що відійшли до Російської імперії, теж закінчилися.
Після поділів Речі Посполитої, російська влада спочатку ініціювала створення примасівського уряду для новоствореної 1798 року Могилівської митрополії, якій підпорядковувалися Віленська, Жемайтійська та Луцька дієцезії. Був навіть проєкт перенесення права примасівства з Ґнєзна до Вільна. Проте Святий Престол не погодився на такі рішення.
Після падіння Наполеона, в результаті роботи Віденського конгресу, у межах Російської імперії 1815 року було створене Королівство Польське. Цар Олександр I надав 1818 року титул примаса Королівства Польського для нещодавно створеної Варшавської архідієцезії. Це рішення російської влади пояснювалося тим, що завдяки впливу на вибір ієрархів на цю посаду вона прагнула підпорядкувати собі керівництво католицькою церквою. Цей титул цього ж року був підтверджений буллою папи Пія VII.
Проте, 1829 року цар Микола I заборонив наступникам покійного примаса Яна Павла Воронича використовувати цей титул, а столиця примаса у Варшаві була остаточно скасована після падіння Листопадового повстання (1830–1831), яке поклало край автономії Королівства Польського.
Під час Першої світової війни, після створення 1916 року маріонеткового пронімецького Королівства Польського, архієпископ Варшавський Александер Каковський скористався цією ситуацією та, посилаючись на буллу Пія VII 1818 року, почав відкрито називати себе примасом Королівства Польського. Архієпископ Ґнєзненський і Познанський Едмунд Дальбор з лютого 1919 року також почав виступати на публіці як примас Польщі. Таким чином виникла незручна ситуація, коли відновлена Річ Посполита мала двох примасів, які були також кардиналами.
У цій ситуації примас Дальбор звернувся до папи Пія ХІ з проханням остаточно вирішити цю справу. Конгрегація надзвичайних церковних справ декретом від 5 лютого 1925 року санкціонувала це «двовладдя», затвердивши для архієпископа Ґнєзненського титул примаса Польщі, а також пожиттєво залишивши титул примаса Королівства Польського за Каковським. Обидва примаси були людьми високої особистої культури, тому «двовладдя» не принесло жодних непорозумінь і суперечок. Після смерті кардинала Дальбора 1926 року Август Глонд став архієпископом Ґнєзно і Познані та примасом Польщі. У грудні 1938 року помер Александер Каковський, але через початок Другої світової війни його наступника не було обрано. Звідтоді титул примаса Королівства Польського більше нікому не надавався.
| Зображення | Ім'я та прізвище               | Роки перебування на посаді | Коментарі                                                 |
| ---------- | ------------------------------ | -------------------------- | --------------------------------------------------------- |
|            | Францішек Скарбек-Мальчевський | 1818 — 1819                |                                                           |
|            | Щепан Головчиць                | 1819 — 1822                |                                                           |
|            | Войцех III Скаршевський        | 1824 — 1827                |                                                           |
|            | Ян XII Павел Воронич           | 1828 — 1829                | після його смерті цар Микола I відмінив присвоєння титулу |
|            | Александер Каковський          | 1925 — 1938                | кардинал                                                  |